# Hrabstwo Val Verde

Piramida wieku hrabstwa

Hrabstwo Val Verde – hrabstwo położone w południowo-zachodnim Teksasie, w Stanach Zjednoczonych, na granicy z Meksykiem. Utworzone w 1885 r. Według szacunków z 2024 roku liczy 48 tys. mieszkańców, w tym 81,2% to Latynosi. Siedzibą hrabstwa jest miasto Del Rio, które skupia 72% ludności hrabstwa.

## Geografia
Hrabstwo ma łączną powierzchnię 8370 km², z czego 230 km² (2,7%) to obszary wodne. Południową granicę hrabstwa tworzy Rio Grande, wraz ze Zbiornikiem Amistad (65 tys. akrów), ponadto hrabstwo przecinają dopływy Rio Grande – Pecos i Devils (uważana za jedną z najczystszych i najbardziej dziewiczych rzek w Teksasie). Wysokości wahają się od około 250 metrów do blisko 900 m n.p.m. Krajobraz jest półpustynny, z dominującą niską roślinnością pustynną i krzewami, co sprzyja hodowli kóz i owiec.

## Gospodarka
Gospodarka hrabstwa Val Verde opiera się przede wszystkim na hodowli zwierząt, turystyce oraz sektorze wojskowym i handlu transgranicznym.
Hrabstwo Val Verde posiada jedno z największych stad kóz w Stanach Zjednoczonych (50 tys. w 2022 roku) oraz trzecie co do wielkości stado owiec w Teksasie (30,1 tys. w 2022 roku). Hodowla tych zwierząt, a co za tym idzie produkcja wełny i koziny, jest historycznie i obecnie kluczową gałęzią rolnictwa w hrabstwie.
Turystyka odgrywa znaczącą rolę, zwłaszcza ze względu na Zbiornik Amistad i możliwości rekreacyjne z nim związane. W hrabstwie prowadzone jest również wydobycie gazu ziemnego. Lokalnie rozwija się także uprawa orzechów pekan i winogron. Baza szkoleniowa Sił Powietrznych Stanów Zjednoczonych – Laughlin Air Force Base, jest jednym z głównych pracodawców w regionie.

## Sąsiednie hrabstwa
- Hrabstwo Crockett (północ)
- Hrabstwo Sutton (północny wschód)
- Hrabstwo Edwards (wschód)
- Hrabstwo Kinney (wschód)
- Hrabstwo Terrell (zachód)
- Gmina Acuña, Coahuila, Meksyk (południe)
- Gmina Jiménez, Coahuila, Meksyk (południe)

## Miasta
- Del Rio

## CDP
- Amistad
- Box Canyon
- Cienegas Terrace
- Lake View
- Val Verde Park